# Schorssow
Schorssow ist eine Gemeinde im Süden des Landkreises Rostock in Mecklenburg-Vorpommern (Deutschland). Die Gemeinde wird vom Amt Mecklenburgische Schweiz mit Sitz in der nicht amtsangehörigen Stadt Teterow verwaltet. Die Gemeinde wurde am 13. Juni 2004 aus den vormals selbständigen Gemeinden Bristow und Bülow (bei Malchin) gebildet. Anders als bei vielen anderen Gemeindefusionen wurde hier kein Doppelname, sondern der Name des ehemaligen Bülower Ortsteils Schorssow gewählt.

## Geografie
Die Gemeinde Schorssow im Herzen der Mecklenburgischen Schweiz liegt am Nordwestufer des Malchiner Sees in der geografischen Mitte des Bundeslandes. Während sich der zum Teil steil abfallende Uferbereich nur wenig über dem Meeresspiegel befindet, erreichen die nordwestlichen Gemeindeteile im Endmoränenbereich der Mecklenburgischen Schweiz Höhen bis zu 80 m ü. NN. nahe der Stadt Teterow und während der Westen des Gemeindegebietes am Abfluss des Teterower Sees in Richtung Peene nur wenige Meter über dem Meeresspiegel liegt, erreicht die Haupt-Endmoräne im Osten im Hardtberg 122 m über NN. Im Norden des Gemeindegebietes befindet sich das ca. 5 km² große Naturschutzgebiet Gruber Forst – ein Refugium für verschiedene Adlerarten. An den Osten der Gemarkung Schorssow grenzt der Landkreis Mecklenburgische Seenplatte.
Umgeben wird Schorssow von den Nachbargemeinden Teterow im Norden, Malchin im Osten, Dahmen im Süden sowie Hohen Demzin im Westen.

## Ortsteile
Die Gemeinde besteht aus den Ortsteilen Bristow, Bülow, Carlshof, Glasow, Grube, Neu Tessenow, Schorssow und Tessenow.

## Geschichte
Das Gebiet wurde bereits in slawischer Zeit besiedelt, was Keramikfunde aus der Umgebung bezeugen.
Schorssow wurde 1372 erstmals urkundlich genannt, gleich als Moltzansches Lehen. Die zerstörte Wüste Kirche stammte aus der Mitte des 14. Jahrhunderts. Gut Schorssow gehörte den Familien von Maltzahn (1400–1545), von Moltke (bis 1816), von Hahn (ab 1820), von Tiele-Winckler-Göhren-Lebbin (von 1890 bis 1929) und dem Mühlenbesitzer und Kaufmann Kurt Kampffmeyer aus Potsdam, dem das Gut bis 1945 gehörte. Das Herrenhaus stammt von 1730, wurde 1812 klassizistisch umgebaut, war nach 1945 Kinderkrippe, Betriebsküche und Gemeindebüro und ist heute ein Hotel.
Bristow wurde 1297 zuerst urkundlich erwähnt. Die Dorfkirche Bristow wurde um 1590 gebaut. Gut Bristow befand sich seit 1352 im Besitz der Familie von Hahn und von 1845 bis 1945 der Grafen von Bassewitz-Levetzow (siehe unten). Bristow gehörte bis 1952 dem Kreis Malchin und dann dem Kreis Teterow an.
Bülow: Die Dorfkirche Bülow stammt von um 1235. Gut Bülow befand sich bis 1372 im Besitz von Volrath Hanensee, gefolgt von den von Moltzan auf Schorssow und Mitte des 17. Jahrhunderts der Familie von Moltke, 1816 Johann Heinrich Degener, 1845 Karl Christian Erbrecht, 1859 Familie von Bülow, 1890 Familie von Tiele-Winckler, bis es 1929 zugleich mit Schorssow an den Mühlenbesitzer Kurt Kampffmeyer gelangte, dem das Gut bis 1945 gehörte. Das klassizistische Gutshaus stammt von um 1800. Bülow und dessen Ortsteil Schorssow gehörten bis 1952 zum Kreis Waren, waren also von Bristow durch eine Kreisgrenze getrennt. Ab 1952 gehörten sie zum Kreis Teterow.

## Sehenswürdigkeiten
Schorssow
- Schloss mit Park: In den 1730er Jahren als Herrenhaus am Ufer des Haussees erbaut, um 1810 klassizistisch umgebaut.
- Fischerkate
- Dendrologischer Lehrpfad am Haussee in Schorssow.
- Wüste Kirche: Mitte des 14. Jahrhunderts als spätromanische Patronatskirche des Lehnsherrn von Schorssow Heinrich von Moltzan errichtet; um 1540 während der Einführung des evangelischen Glaubens zerstört.

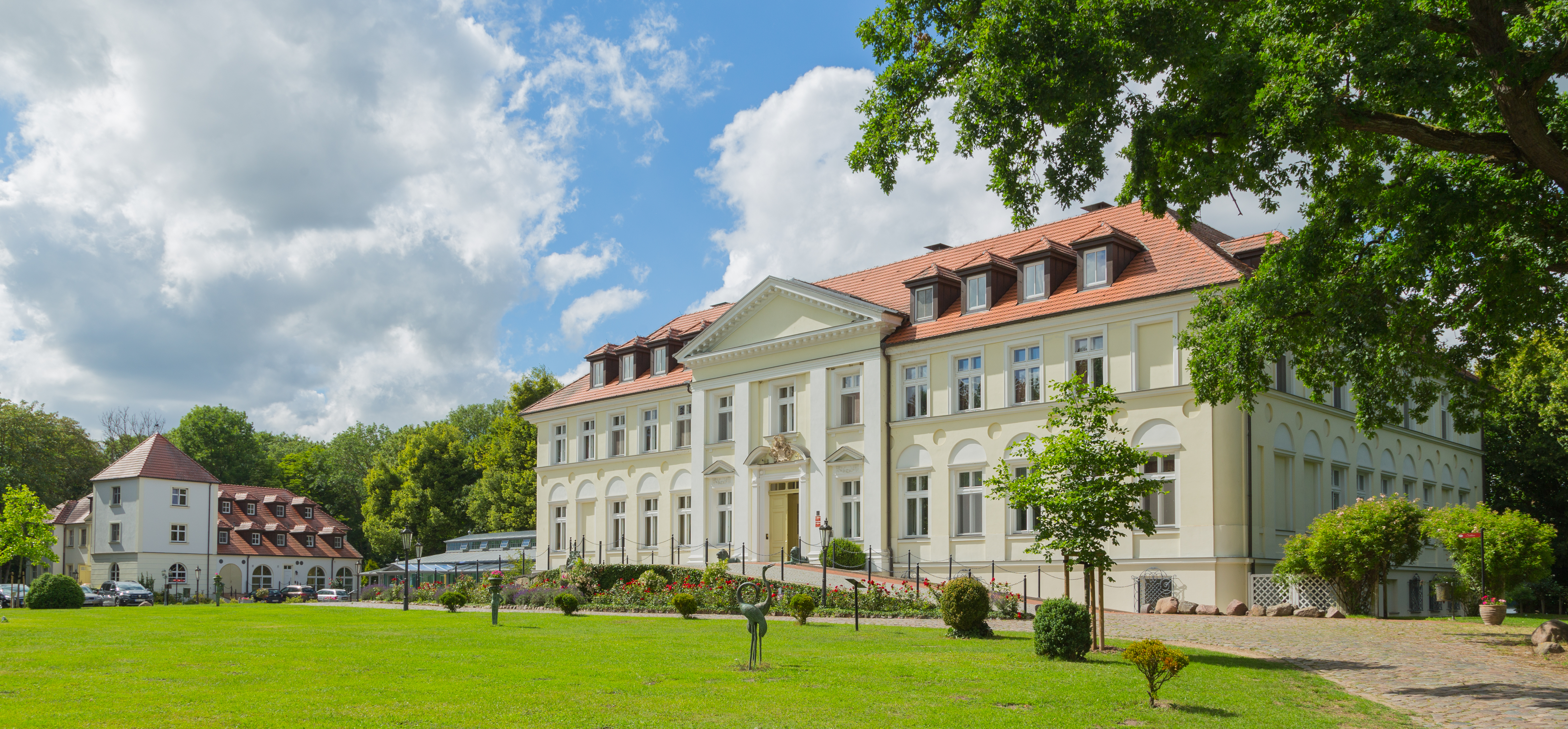
Schloss Schorssow
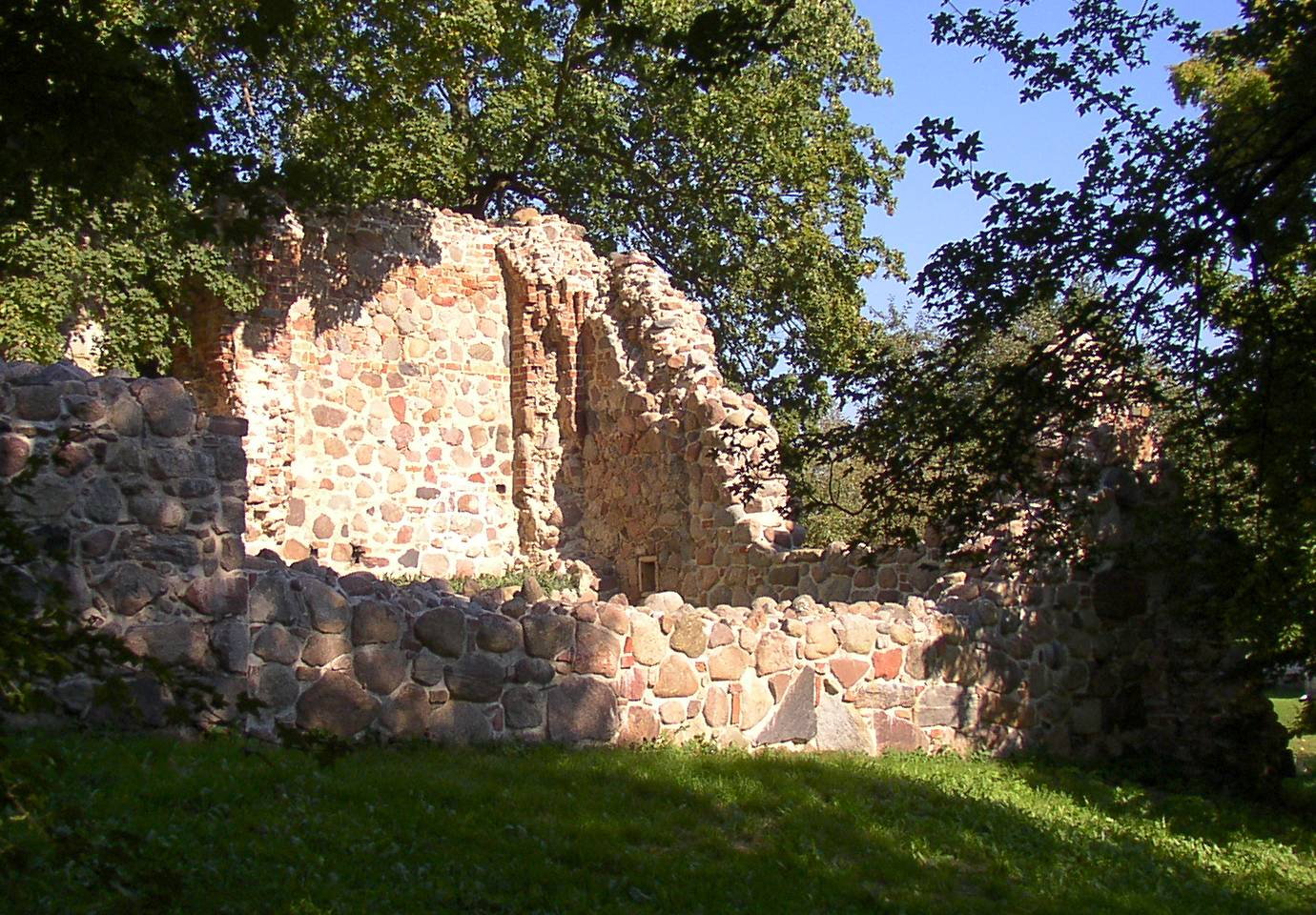
„Wüste Kirche“
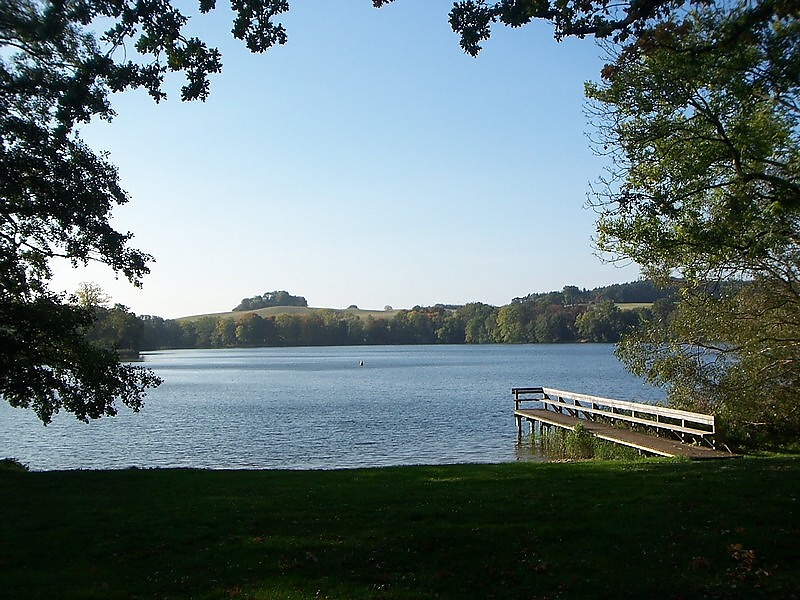
Haussee

Bristow
- Die Dorfkirche Bristow gilt als älteste protestantische Dorfkirche Mecklenburgs, in den 1590er Jahren von Werner Hahn (1515–93) aus dem Hause Basedow gestiftet und von seinem Sohn Hans Hahn (1558–1633) prunkvoll im Renaissancestil ausgestattet. Altar, Kanzel und Orgelempore sind noch original aus der Zeit der Erbauung um 1600. Eine Besonderheit ist das in vier Kalksteintafeln gehauene Testament Werner Hahns. Die Deutsche Stiftung Denkmalschutz beteiligte sich in den 1990er Jahren an der Restaurierung der Kirche samt Orgel.
- Gutshof mit Marstall von 1866 im Tudorstil, Speicher von 1868 von Graf Carl August von Bassewitz-Levetzow erbaut, Feldsteinscheune, Taubenhaus von 1891 und anderen Wirtschaftsgebäuden von 1865 im Tudorstil. Das einstöckige Herrenhaus mit Säulenportal brannte 1919 ab, danach wurde das daneben stehende Gutsverwalterhaus von der Familie Bassewitz bezogen.
- Neben der Kirche wurde 1874 das Bassewitzsche Mausoleum im Neorenaissancestil errichtet. Als das Gutshaus 1919 abbrannte, zog die Familie von Bassewitz in ein zu Wohnzwecken umgebautes Wirtschaftsgebäude um. Im dreigeschossigen Taubenhaus wurde ein „Aschenputtelmuseum“ eingerichtet, welches die Kulturgeschichte der Taubenhaltung darlegt.

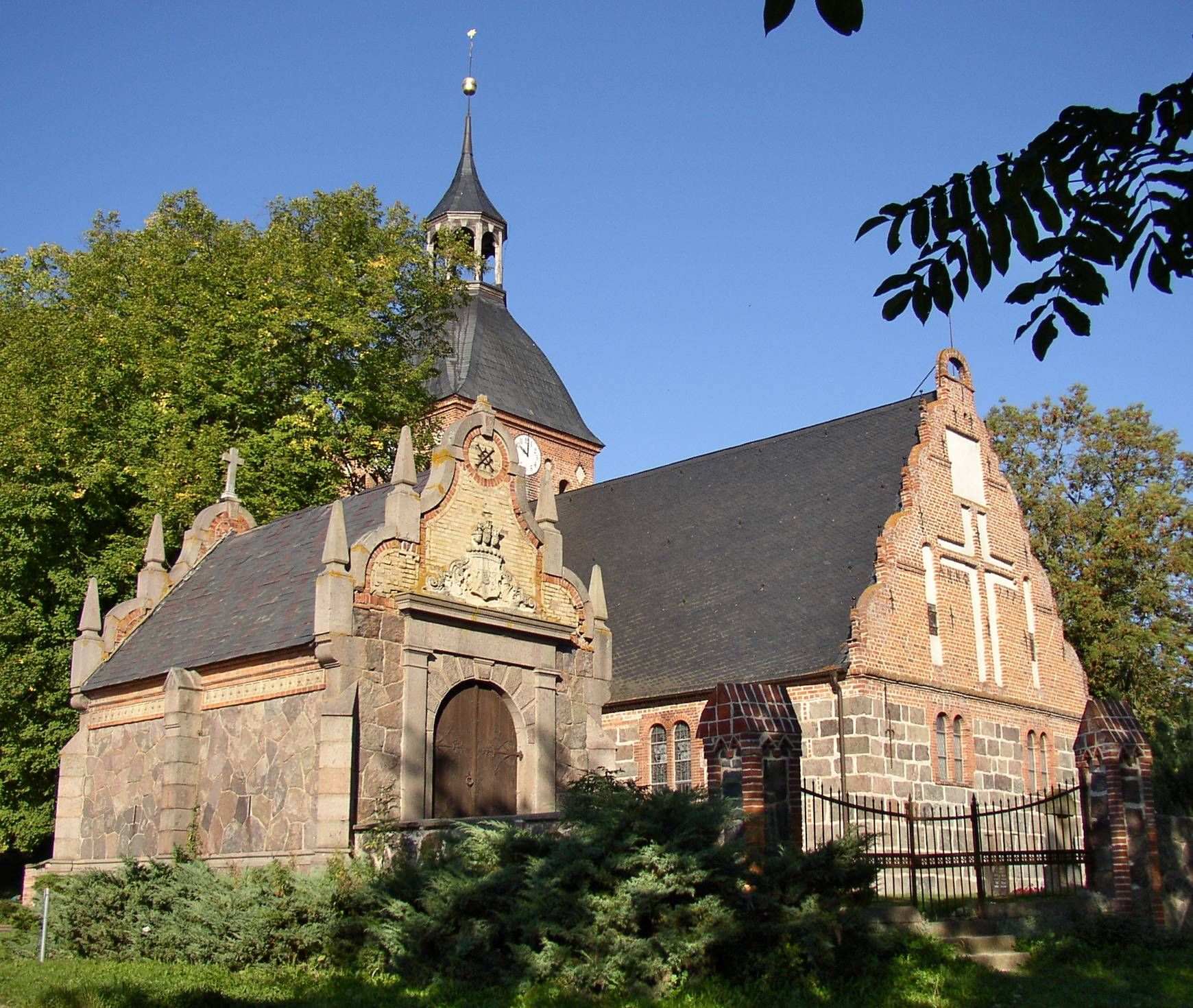
Bassewitzsches Mausoleum und Kirche in Bristow
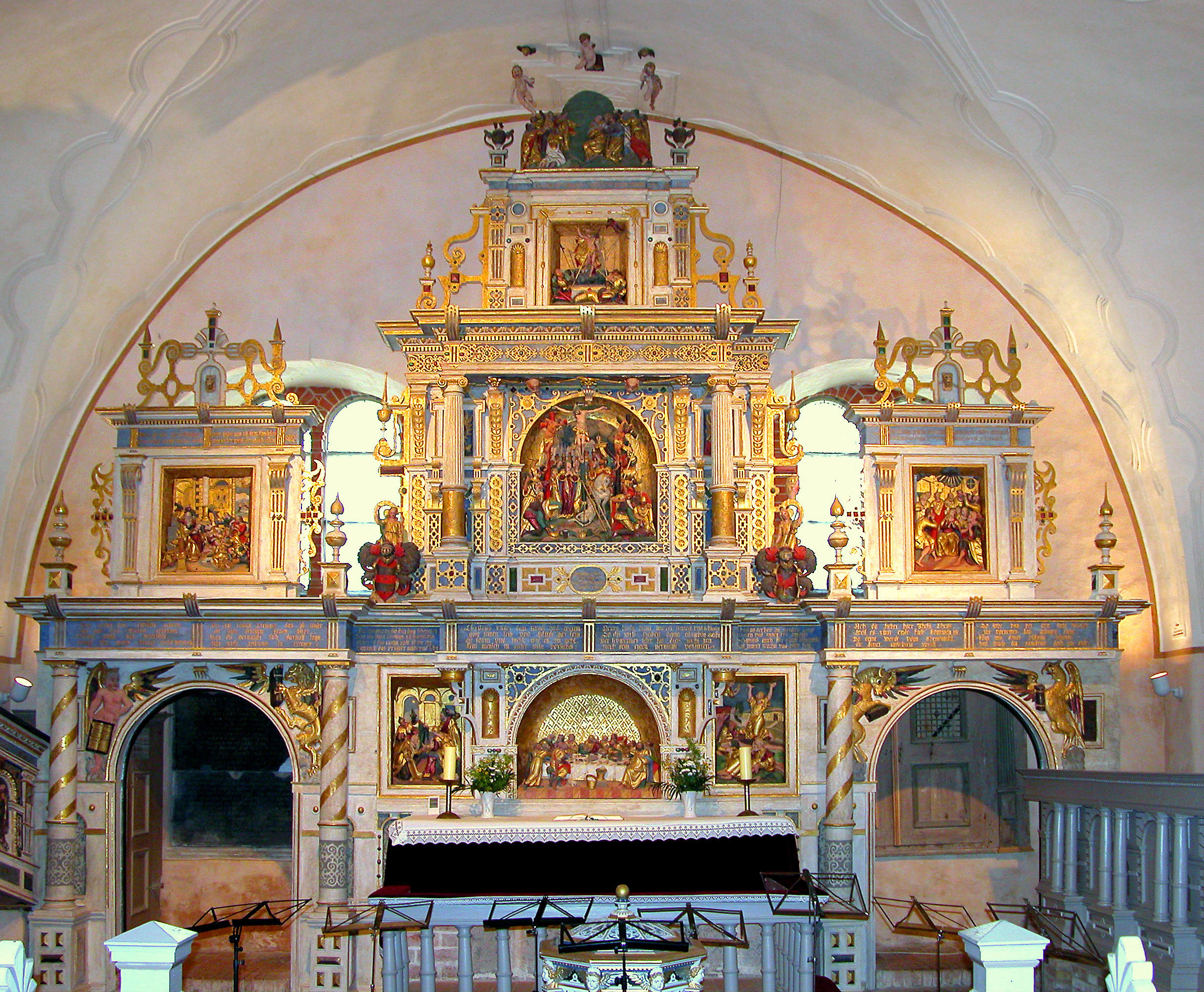
Renaissancealtar der Dorfkirche Bristow
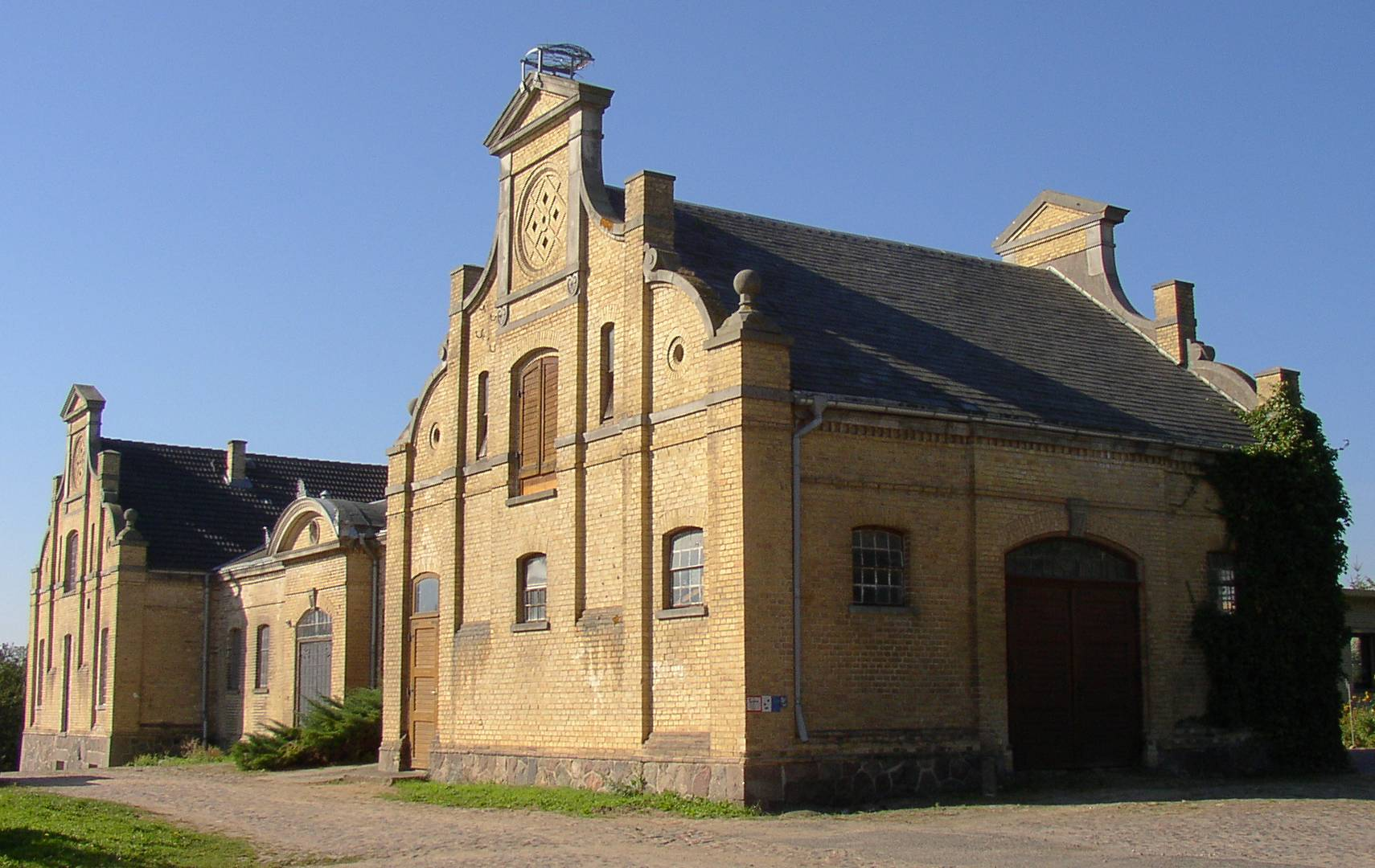
Marstall in Bristow
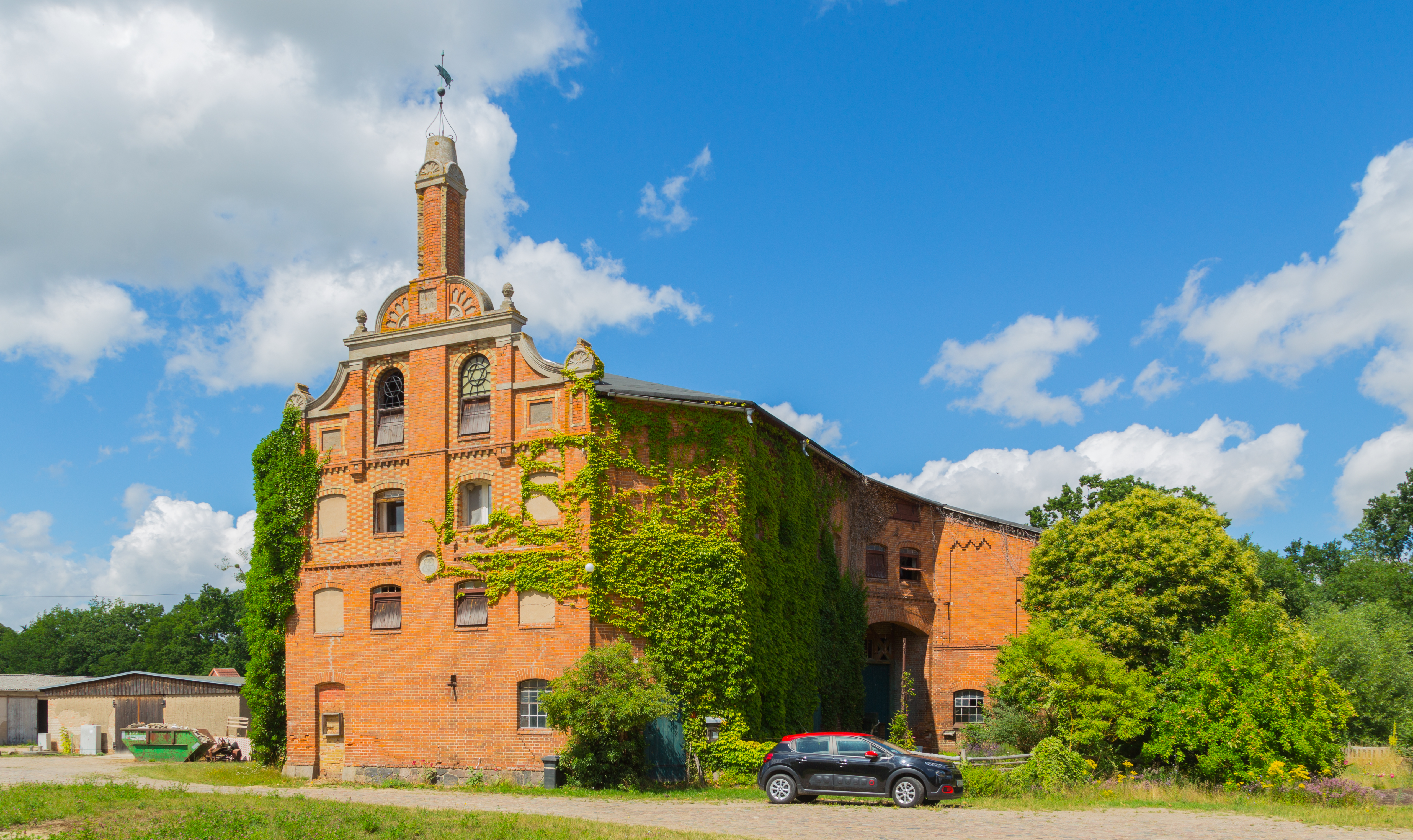
Speicher in Bristow
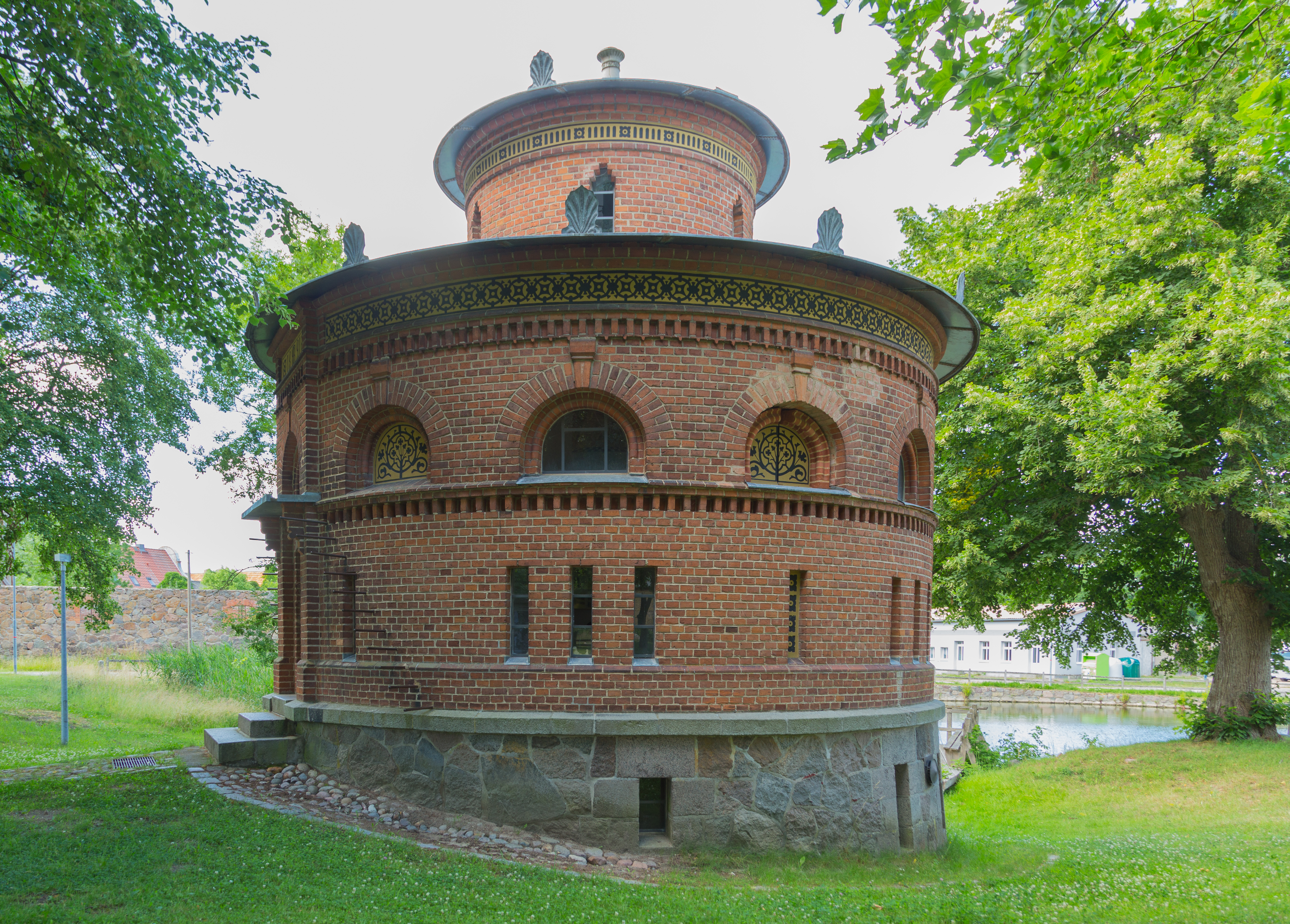
Taubenhaus in Bristow
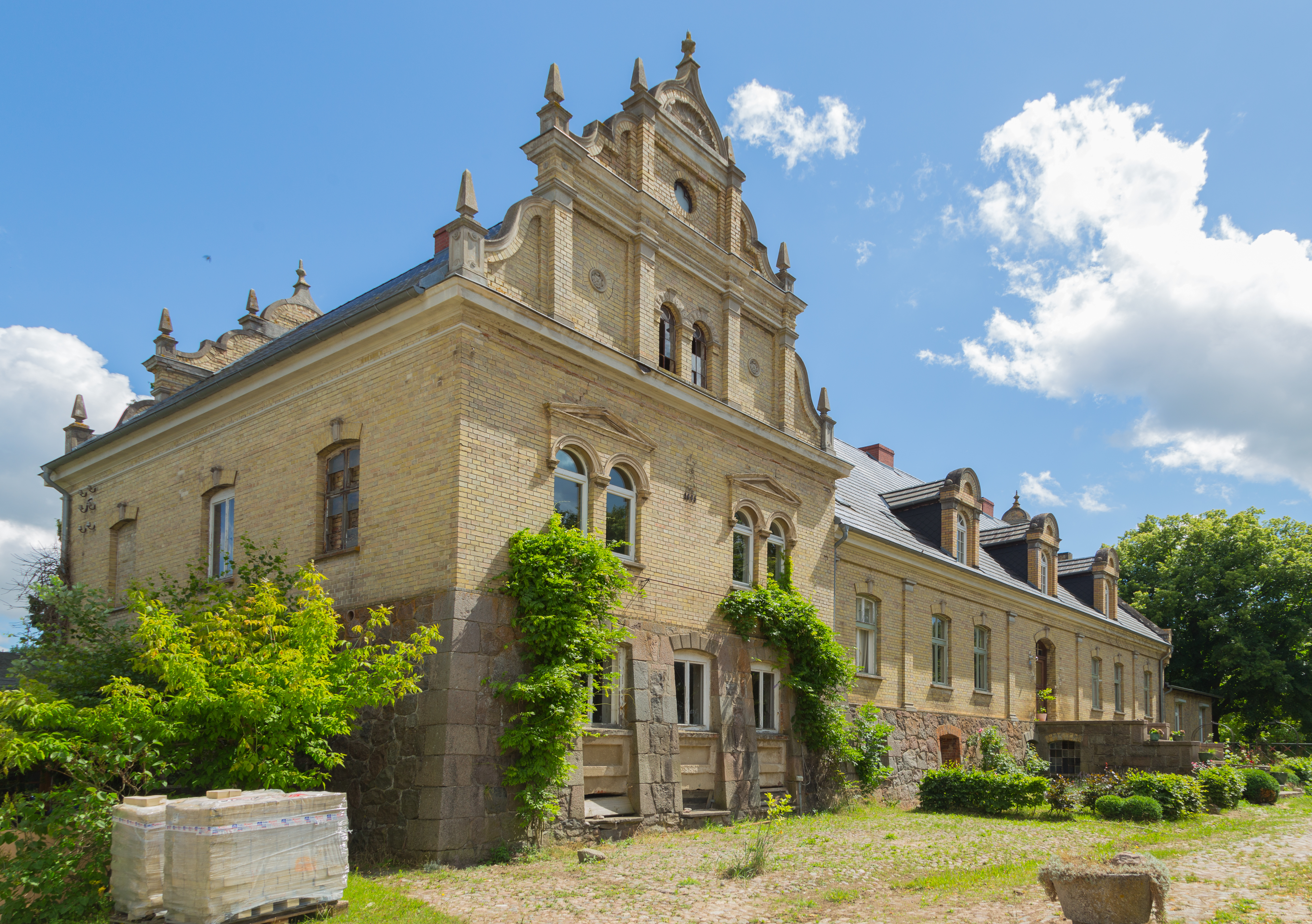
Umgebautes Wirtschaftsgebäude, jetzt auch Sitz des Will-McBride-Archivs

Bülow
- Die gotische Dorfkirche Bülow, um 1235 aus Feldstein und Formteilen aus Backstein erbaut, hat eine Gruft der Familie von Moltke. Die Deutsche Stiftung Denkmalschutz beteiligte sich von 1999 bis 2003 an der Sanierung der Kirche.
- Klassizistisches, eingeschossiges Gutshaus mit Mezzaningeschoss und einem zweigeschossigen Mittelrisalit. Das Gutshaus wurde 1820 klassizistisch umgebaut, dabei bekam der Ursprungsbau mit dem hohen Krüppelwalmdach und Zwerchhäusern an der Hoffront einen Mittelrisaliten, davor vier Kolossalsäulen mit darüber liegendem Architrav und einem Giebeldreieck mit halbkreisförmigem Fenster. Auch die Gartenseite erhielt einen Mittelrisaliten mit einer vorgelagerten Terrasse.

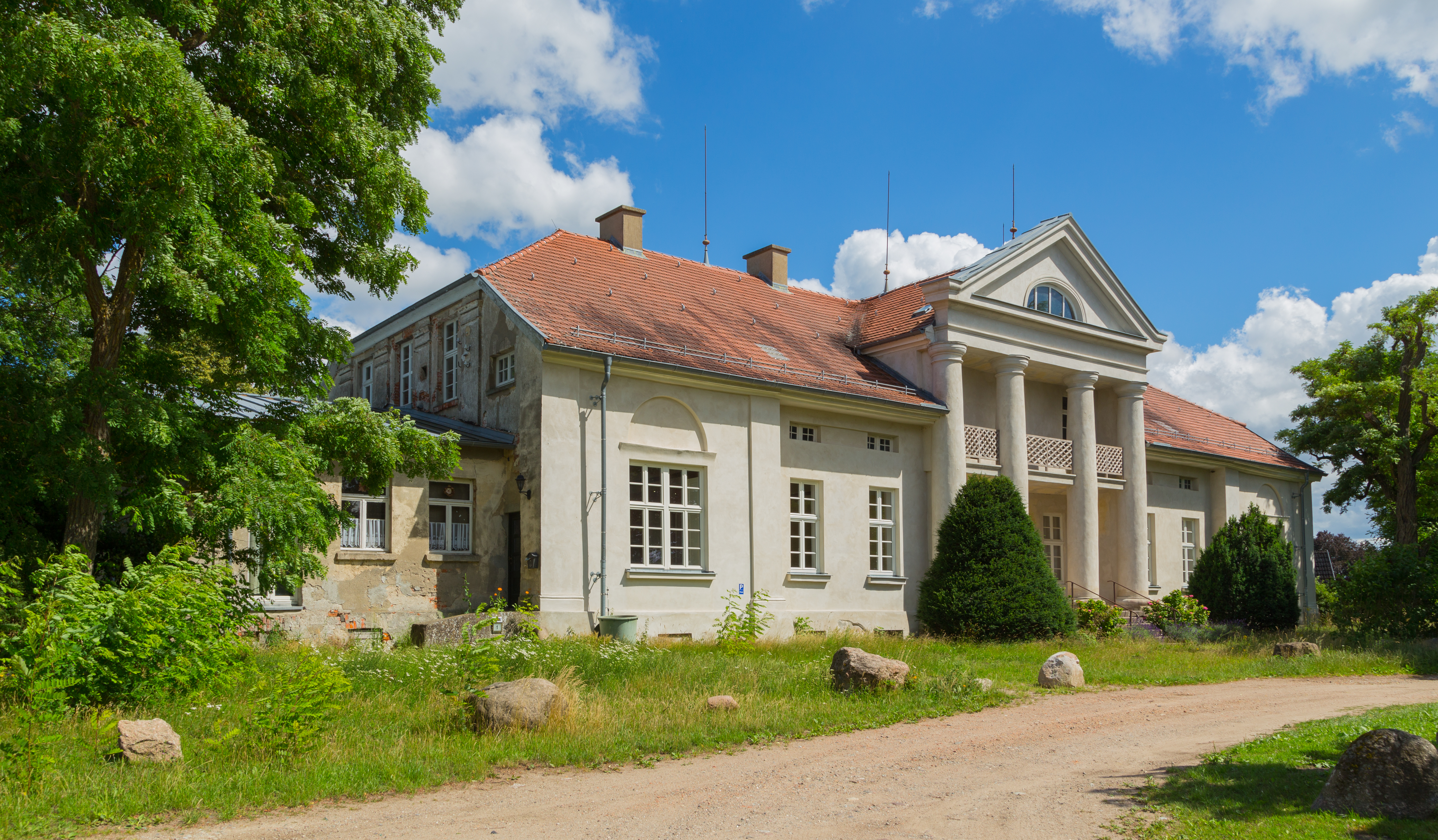
Gutshaus in Bülow
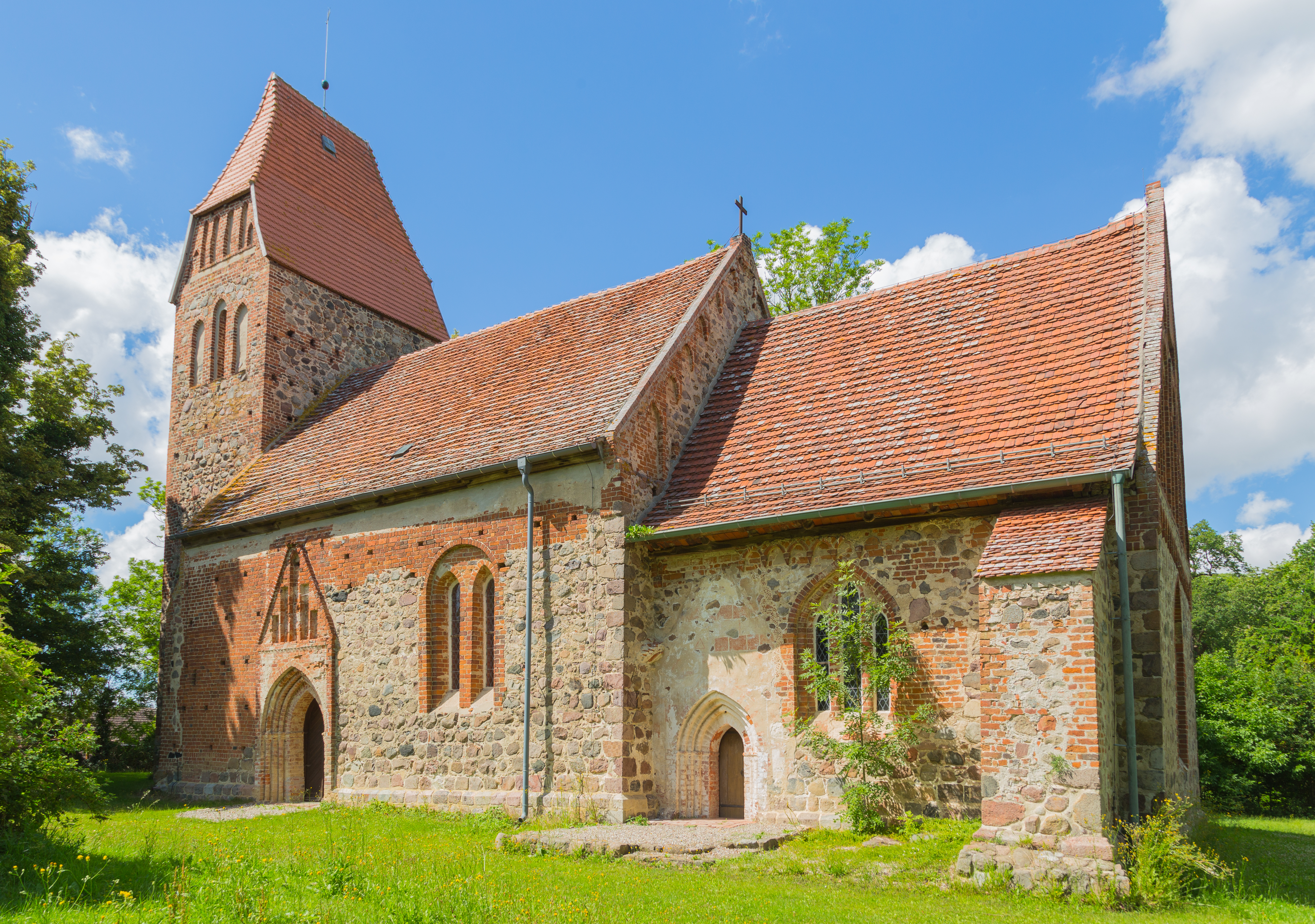
Dorfkirche in Bülow

## Wirtschaft und Verkehr
Neben der traditionell prägenden Landwirtschaft ist die Entwicklung des Tourismus im Gebiet der Mecklenburgischen Schweiz zu einem wichtigen Wirtschaftsfaktor geworden. So entstand in den letzten Jahren unter anderem ein Schlosshotel aus dem alten Herrenhaus Schorssow.
Die Gemeindeteile sind durch die Straße am Hochufer des Malchiner Sees miteinander verbunden. Die Ortsteile Schorssow und Carlshof liegen nahe an der B 108 von Teterow nach Waren (Müritz). Der nächste Bahnhof Teterow befindet sich an der Bahnlinie Güstrow – Neubrandenburg.

## Persönlichkeiten
- Carl Walter (1789–1854), evangelisch-lutherischer Geistlicher und Oberhofprediger in Schwerin; geboren in Bülow
- Viktor Graf Voß-Schönau (1868–1936), Tennisspieler
- Werner Graf von Bassewitz-Levetzow (1894–1964), Kapitän zur See im Zweiten Weltkrieg und Kommandeur der 2. Marine-Infanterie-Division; geboren in Bristow

## Belege
1. ↑  Statistisches Amt M-V – Bevölkerungsstand der Kreise, Ämter und Gemeinden 2023 (XLS-Datei) (Amtliche Einwohnerzahlen in Fortschreibung des Zensus 2011) (Hilfe dazu).
2. ↑  StBA: Gebietsänderungen vom 01.01. bis 31.12.2004
3. ↑  Jaspar v. Maltzan-Peckatel, Albrecht v. Maltzan-Kru(c)kow, Mortimer v. Maltzahn-Vanselow: Die Maltza(h)n 1194 - 1945. Der Lebensweg einer ostdeutschen Adelsfamilie. In: Maltzan-Maltzahnscher Familienverein (Hrsg.): Familiengenealogie. 1979. Auflage. Gütersloher Druckservice Reinhard Mohn GmbH, Köln 1979, S. 41–43 (d-nb.info [abgerufen am 13. September 2021]).
4. ↑  Ernst Seyfert, Hans Wehner: Niekammer’s Landwirtschaftliches Güter-Adreßbücher, Band IV, Mecklenburg. In: Niekammer (Hrsg.): Letzte Ausgabe. 4. Auflage. Band IV. Niekammer’s Güter-Adreßbüchern G.m.b.H., Leipzig 1928, S. 196–210 (g-h-h.de [abgerufen am 13. September 2021]).
5. ↑  Adreßbuch der Städte Potsdam, Nowawes (Babelsberg) und Werder 1936/37 sowie der Gemeinden Bergholz-Rehbrücke, Caputh, Drewitz, Fahrland, Ferch, Geltow, Glindow, Golm, Krampnitz, Michendorf, Neubabelsberg, Petzow, Saarmund, Sacrow, Wilhelmshorst. In: Erscheint seit 1864. A. W. Hayn’s Erben, Potsdam 1937, S. 58 (kobv.de [abgerufen am 13. September 2021]).
6. ↑  Henning v. Bülow, Moritz v. Bülow: Von-Bülowsches Familienbuch III. In: v. Bülowscher Familienverband (Hrsg.): Familienchronik/Genealogie. 1. Auflage. Kunst- und Buchdruckerei Mühlthaler, Aumühle, München, Berlin 1994, S. 22–31 (kit.edu [abgerufen am 13. September 2021]).